# 리누스 토르발스
리누스 베네딕트 토르발스(스웨덴어: Linus Benedict Torvalds , 1969년 12월 28일 ~)는 핀란드 헬싱키에서 태어난 스웨덴계 핀란드인으로서 소프트웨어 엔지니어이자 리눅스 커널과 깃을 최초로 개발한 사람으로 잘 알려져 있다. 후에 그는 리눅스 커널 개발 최고 설계자가 되었고, 현재 프로젝트 코디네이터로 활동하고 있다. 그는 커널의 플랫폼 독립적인 부분과 인텔 IA-32 아키텍처로 구체화되는 핵심 커널의 컴포넌트들을 관리한다. 저명한 오픈소스 소프트웨어 개발리더들에게 부여되는 명예 타이틀직인 자비로운 종신독재자(BDFL, en:Benevolent Dictator for Life) 중의 한 사람이기도 하다.

## 생애
리누스는 닐스(Nils)와 안나(Anna) 토르발스의 아들이자, 시인 올레 토르발스(Ole Torvalds)의 손자로 태어났다. 리누스의 가족은 핀란드 인구의 5.5% 정도를 차지하는 소수 스웨덴어 사용자에 속한다. 리누스의 이름은 노벨 화학상을 수상했던 미국인 화학자 라이너스 폴링에서 따온 것이지만, 리누스는 자신의 저서 《Rebel Code: Linux and the Open Source Revolution》라는 책에서 "나의 이름은 피너츠에 나오는 라이너스에나 어울린다"고 언급한 바 있다.
리누스는 1988년 헬싱키 대학교에 입학해 다녔고, 1996년 컴퓨터 과학 석사로 졸업했다. 석사 논문 제목은 '리눅스: 이식 가능한 운영 체제'이다. 리누스는 대학교 1학년을 끝낸 후 포병 관측 장교로 핀란드 군에 입대하여 소위로서 11개월간 복무하여 병역을 마쳤다. 1990년에 복학한 후 최초로 DEC MicroVAX에서 운영하는 ULTRIX의 형태로 유닉스를 만나게 되었다.
2000년 6월에 헬싱키 대학교는 리누스 토르발스에게 명예 박사학위를 수여했다.

## 리눅스 개발
리누스의 컴퓨터에 대한 관심은 코모도어 VIC-20와 함께 시작했다. 이후 싱클레어 QL를 구입하고 그 운영체제를 변형시키며 OS를 변형시키고 어셈블리어 프로그램과 텍스트 에디터를 만들거나 몇 가지 게임을 프로그램 하기도 하였다. 1990년 헬싱키대 재학중에 읽은 앤드루 타넨바움의 책 [운영체제-설계와 이론 및 MINIX에 의한 실제 장치]가 '인생을 바꾼 책'이라고 한다. 이 책을 읽고 자택의 개인 컴퓨터에서도 동작하는 UNIX 운영체제의 필요성을 느끼고 취미시간에 자택의 설비를 이용해서 리눅스 커널의 초기 개발을 했다.
1991년 2월 2일, 그는 인텔 80386 기반의 IBM PC를 구입하였다. 한 달 정도 페르시아의 왕자 등의 게임을 하면서 MINIX의 사본을 기다렸는데, MINIX가 도착한 직후 그는 리눅스 커널을 만드는 일을 시작하였다. 자신의 시스템으로 MINIX 운영체제를 사용했고, 이걸 스스로 만든 운영체제로 바꾼 뒤 여기에 리눅스(Linux, Linus's Minix)라는 작업명을 붙였다. 친구가 이걸 네트워크에 올리라고 권유하며 자신의 FTP 서버를 제공했다. 이 친구는 리누스에게 리눅스라는 디렉토리를 부여했다.
1991년 8월 리누스는 자신의 성과물을 Usenet 뉴스그룹(comp.os.minix)에 공개했다. 리누스는 리눅스라는 상표명을 등록하는 걸 싫어했지만, 다른 이의 상표 등록을 막기 위해서 1995년 상표를 등록했다.

## 관련 문헌
- 리누스 토르발스, David Diamond: Just for Fun: The Story of an Accidental Revolutionary, New York, HarperBusiness, 2001년, ISBN 0-06-662072-4, (번역서) 리눅스 그냥 재미로, 한겨레출판사, ISBN 89-8431-046-8

## 같이 보기
- 리누스의 법칙